# کارن آریا
کارن آریا (انگلیسی: Karen Araya؛ زادهٔ ۱۶ اکتبر ۱۹۹۰) بازیکن فوتبال اهل شیلی است.
وی همچنین در تیم ملی فوتبال زنان شیلی بازی کرده‌است.